# Proyección (psicología)
La proyección es un mecanismo de defensa por el que el sujeto atribuye a otras personas las propias virtudes o defectos, incluso sus carencias. En el caso de la proyección negativa, esta opera en situaciones de conflicto emocional o amenaza de origen interno o externo, atribuyendo a otras personas u objetos los sentimientos, impulsos o pensamientos propios que resultan inaceptables para el sujeto. De esta forma, se «proyectan» los sentimientos, pensamientos o deseos que no terminan de aceptarse como propios porque generan angustia o ansiedad, dirigiéndolos hacia algo o alguien y atribuyéndolos totalmente a ese objeto externo. Por esta vía, la defensa psíquica logra poner estos contenidos amenazantes afuera. Por su parte, la proyección positiva se da cuando el sujeto atribuye a otra persona cualidades dignas de ser admiradas, envidiadas o amadas; además, es un componente habitual —incluso necesario— en el proceso del enamoramiento. El tipo de proyección que el sujeto realice dependerá de su estructura psíquica y de la introyección que haga de sí mismo y su autopercepción. 
Aunque el término fue utilizado por Sigmund Freud a partir de 1895 para referirse específicamente a un mecanismo que observaba en las personalidades paranoides o en sujetos directamente paranoicos, las diversas escuelas psicoanalíticas han generalizado más tarde el concepto para designar una defensa primaria. Como tal, se encuentra presente en todas las estructuras psíquicas (en la psicosis, la neurosis y la perversión). Por tanto, de manera atenuada, opera también en ciertas formas de pensamiento completamente normales de la vida cotidiana.
Con frecuencia se utiliza también el término como sinónimo de otro concepto psicoanalítico, el de transferencia. Aunque están relacionados, no significan exactamente lo mismo, siendo la proyección un concepto más amplio: la transferencia es una forma particular de la proyección, en la que los deseos inconscientes correspondientes a una situación relacional del pasado se reactivan y transfieren (proyectándolos) a una nueva constelación de relaciones presentes, como es el caso de la transferencia en el contexto de la relación terapéutica.

## Fundamentación gnoseológica
Desde el punto de vista gnoseológico, en el acto de conocer se da una relación entre un sujeto y un objeto. El sujeto es el polo o extremo cognoscente y el objeto es lo contrapuesto, el objeto conocido. Si en una determinada concepción gnoseológica entendemos que lo que predomina es el objeto sobre el sujeto, estamos dentro de una posición filosófica materialista. Y a la inversa, si en una gnoseología se dice que lo que gravita es el sujeto, o lo «puesto» por el sujeto, en el conocer, nos definimos por una posición idealista.
El materialismo e idealismo filosóficos no son materia de este artículo. La digresión se hace porque es necesario para explicar cómo funciona este mecanismo de defensa.
Los límites entre el sujeto y el objeto, no están marcados con claridad ni taxativamente. Con frecuencia, en la vida cotidiana, o en la artística, fragmentos enteros de la vida subjetiva, son puestos afuera, lo que constituiría una forma de proyección. En este sentido es que hablaba el ginebrino Henri-Frédéric Amiel de que el paisaje es «un estado del alma» (Diario íntimo).
El recurso retórico poético de la «personificación» constituye también un verdadero proceso proyectivo que se ejecuta fuera de la psicopatología. El poeta no dice «yo estoy triste», sino «ese árbol llora la / tristeza de mis amores perdidos». Lo propio, es puesto afuera. No es el propio miedo el que asusta, sino «la oscuridad de la noche peligrosa que / acecha desde la calle». No es el oleaje del mar el que produce estruendo, sino, en una personificación, es «quien brama como yo por el abandono a que ella me sometió». El verbo es una adjudicación de la personalización proyectiva, y el adverbio «como» introduce un mecanismo retórico que se denomina «comparación».
Lo anterior ejemplifica que la dicotomía sujeto-objeto no delimita las cosas de modo claro. Lo externo y lo interno se entremezclan de modo inextricable, con independencia de la voluntad.
En el ámbito de la psicopatología, el delirio es la postura afuera de algo interno. El asunto parece abstruso, pero el mecanismo consiste justamente en que lo peligroso —que está adentro— es puesto en el exterior, como persecución amenazante o que causa horror.

## Enfoque psicológico
Para el sujeto, los pensamientos, deseos, hábitos, actitudes, sentimientos duraderos o momentáneos, ideales o esperanzas, así como las aptitudes configuran un mundo que le es propio. De este modo, el «mundo» podría ser una configuración que proyectamos continuamente. Desde la vertiente filosófica, este tipo de situaciones han sido analizadas por el enfoque existencial, de modo especial por Martin Heidegger, quien otorga a este proceso «proyectivo» y conformador de mundo un matiz ontológico.
Según este autor, el mundo interno tiende a teñir el externo con su propia configuración. Un ejemplo de la vida cotidiana podría ser lo que se denomina «deformación profesional». El comerciante por antonomasia ve su mundo como cosas que pueden comprarse o venderse.  El economista vive proyectando los esquemas de visión de su ciencia, y así todo es «bienes», «intercambio», «producción», «consumo», «costo», «beneficio». Algo análogo acontece con cualquier profesión.
Esta «realidad psíquica» es la base de sustento de los tests proyectivos. No todos ven lo mismo en lo amorfo o no significante, como por ejemplo en las manchas de colores del test proyectivo de Rorschach. El mundo interno con su estructura o Gestalt conforma de modo muy especial lo que se ve, y una misma situación «objetiva» es percibida de distinto modo por los diferentes sujetos que a ella se enfrentan. La categorización de respuestas, posterior a la investigación, da pie a las interpretaciones psicodiagnósticas.
La «transferencia», como concepto psicoanalítico fundamental, es un componente de la vida social, no solamente un fenómeno de consultorio que ocurre en la relación entre el analista y su paciente. Se proyecta en jefes de oficina o personas con poder, la figura del padre. Y el amor u odio, que éste genera, es trasladado a una figura que en tales órdenes debiera ser inocua. De este modo, el amor o el desdén que una persona puede encontrar en los otros, no es necesariamente un atributo del otro, sino propio. Lo interno se pone afuera.
El proceso transferencial para un enfoque investigativo fue vivido por Josef Breuer con gran confusión en los primeros tramos históricos de lo que más tarde sería el psicoanálisis. Breuer, con quien Freud trabajó en los inicios de sus investigaciones sobre la histeria, no sabía qué hacer cuando las pacientes histéricas se echaban a sus brazos. Allí no era, claro está, Breuer, sino una figura paterna, el objeto amado. Freud enfrentará estas cuestiones con una tranquilidad de la que su colega no pudo disponer. Y llegará posteriormente al concepto de «neurosis de transferencia», y a hacer de la transferencia misma, el instrumento de análisis del pasado olvidado o reprimido por el sujeto.

## El caso Schreber
Los estudios freudianos sobre «el caso Schreber» fueron el sustento del análisis de los mecanismos proyectivos. No solamente para la paranoia, sino para toda la sintomatología pertinente en general.
En este caso, cuya autobiografía publicada (Memorias de un enfermo de nervios) fue analizada por Freud, se describe a un sujeto masculino que ama a otro sujeto masculino. Esto le pone en contacto con pulsiones libidinosas que, aceptadas, lo someterían al castigo social de su entorno, por una parte, y al castigador «internalizado» en el superyó, por otra. Apelando a otro mecanismo de defensa, el de inversión, la persona intenta ocultar ese amor tras la emoción contraria, el odio. Pero, debido a que lo que se instala es una emoción también inaceptable o injustificada, se la localiza (proyecta) afuera. Y entonces llega a la conclusión de que el que realmente, aunque de modo ilusorio lo odia, es el otro. En tanto ejecutante de todo este proceso inconsciente, el yo se ha de sentir perseguido por el personaje primitivamente amado con pulsiones «peligrosas» de origen homosexual.
Este caso posibilitó que Freud desarrollara un esquema de comprensión de la psicodinámica de la paranoia o de los estados paranoides, e intentara validarla luego para todos los vínculos interpersonales en las psicosis, fueran homosexuales o heterosexuales.

## Variantes de la definición según las escuelas

### Psicoanálisis
En el psicoanálisis clásico freudiano se entiende por proyección el mecanismo de defensa en el que impulsos, sentimientos y deseos propios se atribuyen a otro objeto (persona, fenómeno o cosa externa). Aparece tempranamente en la obra de Freud, por primera vez en un trabajo publicado en 1896 (y un año antes en una carta a su amigo Wilhelm Fliess) Nuevas puntualizaciones sobre las psiconeurosis de defensa, en un comienzo como defensa asociada a la paranoia: 

En la paranoia, el reproche es reprimido por un camino que se puede designar como proyección, puesto que se erige el síntoma defensivo de la desconfianza hacia otros; con ello se le quita reconocimiento al reproche, y, como compensación  de esto, falta luego una protección contra los reproches que retornan dentro de las ideas delirantes.
Sigmund Freud

### Psicología analítica
Para la psicología analítica de Carl Gustav Jung la proyección consiste en una atribución de arquetipos alojados en la propia psique a personas o a objetos fuera del yo. En esta escuela se describe, por ejemplo:
- La proyección del arquetipo de la madre en la madre personal o en otras mujeres, en el contexto del complejo materno, que puede transformarse en el origen de una variedad de trastornos psíquicos.[4]

- La proyección de la sombra —es decir, de aquella parte del psiquismo constituida por características, deseos o experiencias reprimidas, sobre todo aquellas que entran en conflicto con las normas sociales o que le causan vergüenza a quien las proyecta— sobre otras personas, con el fin de distanciarse de ella. Se trata aquí de un mecanismo de defensa para expulsar afuera las partes negativas de la personalidad propia.

### La identificación proyectiva en la escuela de Melanie Klein
A partir de la proyección, Melanie Klein describió en 1946 un nuevo concepto, la «identificación proyectiva». Esta modalidad de la proyección, que va más allá del mecanismo descrito por Freud, surge en el contexto de sus investigaciones acerca de los mecanismos de defensa del yo en la infancia temprana, donde Klein lo relaciona con el sadismo infantil. Se trata de un mecanismo inconsciente de defensa que hace que partes del sí mismo se escindan y desprendan para ser proyectadas sobre otra persona introduciéndolas en el objeto, con el fin de tomar posesión de él y causarle daño. La identificación proyectiva constituiría, en palabras de Klein, «el prototipo de la relación de objeto agresiva».
Este concepto fue desarrollado luego por Otto F. Kernberg en el contexto de sus aportes a la discusión sobre la personalidad limítrofe (borderline).